# Gruppo Sportivo ViterSport Hockey in Carrozzina
Il Gruppo Sportivo ViterSport Hockey in Carrozzina, spesso abbreviato in ViterSport o più semplicemente Viterbo, è una società italiana di hockey in carrozzina elettrica con sede nella città di Viterbo, iscritta alla Federazione Italiana Wheelchair Hockey (FIWH) e militante nel campionato di Serie A2.

## La Storia
La rosa originaria comprende il portiere Edvige Marotta, le mazze Umberto Marotta, Vincenzo Letizia, Cristian Locatelli, Fatmir Kruezi, Maria Rosa Fonti ed Adriano De Simoni e lo stick Michele Oliviero; nel 2007 si sono poi aggregati Agostino Minella e Marcello Izzo. L'allenatore è dapprima Michele Oliviero, poi sostituito da Michele Mancuso.

## La Stagione 2006/2007
La stagione 2006/2007 ha visto il debutto della ViterSport nel campionato nazionale di hockey su carrozzina elettrica. La squadra ha ottenuto una vittoria, un pareggio ed otto sconfitte, giungendo quinta su sei formazioni nel girone C (comprendente anche le formazioni di Roma, Napoli, Pescara, Ancona e Albano Laziale), rimanendo esclusa dalle finali di San Benedetto del Tronto. Quintetto titolare: Edvige Marotta (portiere/capitano); Umberto Marotta, Michele Oliviero (difensori); Cristian Locatelli, Vincenzo Letizia (attaccanti). A fine stagione, la classifica marcatori della compagine viterbese vede Locatelli chiudere con 13 reti, seguito da Letizia con 8, Umberto Marotta con 2 ed il giovane Minella con 1.

## La Stagione 2007/2008
La stagione 2007/2008 si apre con la partenza dell'attaccante Locatelli e l'abbandono di Fonti, mentre viene accolto il debuttante Izzo. L'annata si conclude in maniera deludente, all'ultimo posto nel girone C (comprendente anche Roma, Pescara, Dolphins Ancona e Albano Laziale) con 0 punti, 24 reti segnate e 74 subite. Quintetto titolare: Edvige Marotta (portiere/capitano); Umberto Marotta, Michele Oliviero (difensori); Marcello Izzo, Vincenzo Letizia (attaccanti). Il miglior realizzatore è Letizia con 9 reti, seguito da Izzo con 7 e Umberto Marotta e Kruezi con 4.

## La Stagione 2008/2009
Un'annata davvero da dimenticare per la ViterSport è quella 2008/2009: la squadra piange la scomparsa di due giocatori, Michele Oliviero e Vincenzo Letizia, ed arriva ultima nel girone con 0 punti, nonostante i netti miglioramenti che portano a sconfitte molto meno pesanti che in passato (come il 2-3 in casa contro i Blue Devils Napoli). Gli avversari sono solamente 3: Roma, Pescara e Napoli. Esordisce la nuova mazza Francesco Cesarei. La formazione tipo: Edvige Marotta (portiere); Agostino Minella (stick); Umberto Marotta (capitano), Marcello Izzo, Francesco Cesarei (Mazze).

## La Stagione 2009/2010
L'anno 2010 porta un'immagine del tutto nuova alla ViterSport: dopo la sconfitta iniziale contro Bologna nel dicembre 2009, le Pantere partecipano ad un triangolare con Roma e Albano ed escono sconfitte di misura in entrambe le partite, mostrando consistenti miglioramenti. Nel 2010, assieme alla nuova maglia gialloblù, i colori della città, arrivano due successi di fila contro Pescara (1-13) e Ancona (6-3) ed una onorevole sconfitta 7-5 contro i vicecampioni d'Italia di Albano Laziale. Il quintetto tipo: Edvige Marotta (portiere); Umberto Marotta (stick/capitano); Agostino Minella, Francesco Cesarei, Marcello Izzo (mazze). La sconfitta in trasferta con Bologna (11-4) e le vittorie di nuovo con Ancona (7-5) e Pescara (10-0 a tavolino per l'assenza degli avversari) permettono alle pantere di arrivare a quota 12 punti, primato assoluto per la compagine della Tuscia e terzi nel girone (miglior risultato di sempre) dietro Bologna e Albano.

## La Stagione 2010/2011

### Stagione regolare
La stagione 2010/2011 comincia con un intenso programma di amichevoli precampionato, che vede a settembre le Pantere opposte ai Dolphins di Ancona e poi alla Darco Sport di Albano Laziale nella cornice dell'evento "... non più limiti" organizzato dalla ViterSport e dall'INAIL. La prima partita viene vinta per 4-5 dalle Pantere, che così si aggiudicano il I torneo InSuperABILE, inaugurando la bacheca dei trofei, mentre la seconda vede le due formazioni laziali pareggiare per 3-3. Ad ottobre, poi, una terza amichevole, stavolta contro i Thunder Roma, persa per 4-1.
Con il primo campionato suddiviso in serie, la ViterSport si trova in un girone interessante, quello D della serie A2, in cui sono presenti gli storici All Blacks di Genova e le Aquile di Palermo assieme ai neonati Leoni Sicani di Santa Margherita di Belice. Le Pantere partono da favorite e non tradiscono le aspettative: concludendo il girone a punteggio pieno (10-3 e 10-1 contro gli All Blacks; 6-3 e 10-7 contro i Leoni; 6-3 e 6-2 nei confronti con le Aquile) e giungendo alle finali di Lignano Sabbiadoro per giocarsi la promozione in A1 e la vittoria della A2 con Ancona, Bolzano e Torino. Nel frattempo conquista il 2° Trofeo delle Aquile nel triangolare con gli All Blacks e Palermo, vincendo contro questi ultimi 2-0 ai rigori (decisive le reti dello stick Umberto Marotta e della mazza Kruezi e le tre parate del portiere Edvige Marotta). Il quintetto tipo per la stagione: Edvige Marotta (portiere); Umberto Marotta (capitano), Francesco Cesarei (stick); Fatmir Kruezi, Marcello Izzo (mazze).

### Fasi finali
La preparazione alle fasi finali prevede un'amichevole contro i futuri Campioni d'Italia dei Thunder Roma, gara che vede la Vitersport vincere 5-3 alimentando le speranze di promozione. A Lignano, il sorteggio mette le Pantere di fronte ai Magic Torino in semifinale. Le sei reti di Kruezi ed una di Izzo portano i gialloblù in Serie A1 ed alla finale, fissando il punteggio sul 7-3. Altre sei reti del "Ciclone dei Balcani" consentono ai rappresentanti della Tuscia di vincere la finale contro i Dolphins Ancona per 6-5 e di aggiudicarsi il primo campionato di Serie A2 della storia dello hockey in carrozzina italiano. A completare il trionfo, l'assegnazione del titolo di miglior portiere a Edvige Marotta e di capocannoniere delle fasi finali a Kruezi, con 12 reti.
Per le statistiche, la Vitersport termina la stagione con 61 reti segnate e 28 subite in otto partite, con il primato di essere l'unica formazione imbattuta della stagione in gare ufficiali, nonché la sola ad aver vinto ogni incontro. Sommando le vittorie nelle ultime due partite della stagione precedente, le Pantere detengono anche il primato italiano della più lunga striscia corrente di vittorie e di risultati utili consecutivi in gare ufficiali (10).

## La Stagione 2011/2012
Tornate nella massima divisione, le Pantere vengono inserite nel "Girone Sud", assieme con i campioni d'Italia dei Thunder Roma, la Darco Sport Albano Laziale, i Blue Devils Napoli ed i Coco Loco Padova. La fascia di capitano passa a Francesco Cesarei nell'esordio perso contro Padova 8-3. La stagione si rivela in salita e termina con la salvezza raccolta per la differenza reti negli scontri diretti con Napoli, dopo la vittoria in casa per 7-5 e la sconfitta in trasferta per 8-7.

## La Stagione 2012/2013
La seconda stagione in A1 si apre con la partenza dell'ex capitano Umberto Marotta, che approda alla Darco Sport.

## Numeri ritirati
Il numero 9 ed il numero 10 sono stati ritirati rispettivamente in memoria degli atleti Vincenzo Letizia e Michele Oliviero; 11 e 21 in memoria di Giuseppe Murolo e Agostino Minella; il 2 in memoria di Francesco Cesarei.